# Piendamó
Piendamó ist eine Gemeinde (municipio) im Departamento Cauca in Kolumbien.

## Geographie
Piendamó liegt in der Provincia del Centro in Cauca auf einer Höhe von 1685 m ü. NN, 25 km von Popayán und 100 km von Cali entfernt. Piendamó gehört zur inoffiziellen Metropolregion Popayán. Das Gebiet der Gemeinde ist gebirgig und wird vom Río Piendamó durchzogen. Die Gemeinde grenzt im Osten an Silvia, im Westen an Morales, im Norden an Caldono und im Süden an Cajibío.

## Bevölkerung
Die Gemeinde Piendamó hat 46.163 Einwohner, von denen 15.685 im städtischen Teil (cabecera municipal) der Gemeinde leben (Stand: 2019).

## Geschichte
Auf dem Gebiet des heutigen Piendamó begann die spanische Besiedlung 1535 im Rahmen des Encomienda-Systems. Zwischen 1917 und 1924 wurde die Eisenbahnstrecke zwischen Cali und Popayán gebaut, die der Region von Piendamó ein gewisses Bevölkerungswachstum bescherte. Zunächst war Tunía der Sitz der Gemeinde, der 1934 nach Piendamó verlegt wurde. Tunía ist heute ein corregimiento von Piendamó.

## Wirtschaft
Der wichtigste Wirtschaftszweig von Piendamó ist die Landwirtschaft. Insbesondere werden Kaffee, Bananen und Zierpflanzen angebaut.